# Förtjänstorden (Litauen)
Förtjänstorden, officiellt orden för meriter för Litauen (litauiska: Ordinas Už nuopelnus Lietuvai), är en litauisk orden som instiftades den 18 juni 2002. Den delas som utmärkelse för meriter inom internationella relationer, humanitärt arbete, kultur, utbildning, industri, social- och hälsovård, militär och idrott. Mottagaren behöver inte vara litauisk medborgare.
Litauens president är ordens stormästare. Förtjänstorden är den fjärde högsta (d.v.s. lägst rangerande) orden.
Orden delas i fem klasser samt med en medaljklass:
- storkors
- storofficerare
- kommendör
- officerare
- riddare
- medalj

Ringen mellan ordens band och kors har sju olika variationer beroende på benämningsgrunder: 

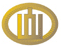
Internationella relationer
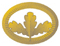
Humanitära meriter
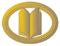
Kultur och utbildning
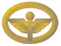
Affär och industri
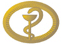
Social- och hälsovård
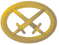
Militära meriter
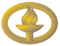
Idrott